# Maruša Kerec
Maruša Kerec, slovenska novinarka in radijska voditeljica, * 1989, Cankova. Živi in deluje v Ljubljani.
Je diplomirana komunikologinja in magistrica novinarskih študij. Zanima jo delanje radia v živo. Tehnologija in novi mediji sta temi, ki sta Maruši še posebej blizu. Pravi: (v zadnjih letih) intenzivno razmišljam o tehnoloških temah, ki vplivajo na družbo.

## Mladost in šolanje
Rojena je bila v Cankovi, odraščala je v Prekmurju, gimnazijo je obiskovala v Murski Soboti. Študij je nadaljevala v Ljubljani na Fakulteti za družbene vede. Na prvi stopnji je študirala komunikologijo, diplomirala je leta 2013 in magistrirala leta 2016. Je univerzitetna diplomirana komunikologinja in magistrica novinarskih študij. Bila je aktivna v dijaškem organiziranju ter novinarka lokalnih in študentskih revij.(str.51)

## Poklicna pot
Rada govori in nastopa, navdušena je nad radiem, vedno je pravila, da bo novinarka.
Svojo prvo radijsko izkušnjo je dobila med dvomesečnim delom poleti leta 2010 na lokalnem radiu Murski val, kjer so jo naučili osnov radijskega novinarstva. Že nekaj mesecev kasneje, konec drugega letnika študija v Ljubljani, je prišla na drugi program Radia Slovenija Val 202. Kljub sočasnem delu na radiu je študij zaključila v rednem roku.
Na radiu Val 202 je v začetku snemala ankete, lahkotne intervjuje in asistirala v jutranjem programu. Nekaj mesecev so jo preizkušali in ni smela govoriti po radiu. Po šestih mesecih poskusne dobe so jo poslali v govorno šolo Radia Slovenija. Tam je dobila učiteljico fonetike in učitelja govora, s katerima je eno študijsko leto na novo spoznavala slovenski jezik in se učila zborne slovenščine. Njen individualni učitelj govora je bil Ivan Lotrič. Po enem letu je opravila končno avdicijo in začela delati na radiu v živo.
Ko je prišla na radio v drugem letniku študija, je začela v ekipi oddaje za mlade Generator,(str.51) kjer je pokrivala teme, ki so ji bile blizu: študentarija, študentski domovi, študentska politika, žuri. Radijske vsebine za mlade so bile tudi tema njenega magistrskega dela.
Maruša pravi, da skorajda ni bilo oddaje na Valu 202, ki je ne bi delala. Rada se loti česa novega, izziv ji je bilo sodelovati pri kakšnem večjem športnem projektu na Radiu Slovenija: smučarski poleti v Planici so bili eden njenih najljubših projektov, sodelovala je pri Zlati lisici, štiri leta zapored je na terenu pokrivala Evrosong za Radio Slovenija. Skupaj z Mitjo Pečkom, s katerim se poznata še iz gimnazijskih časov, sta bila v letu 2018 soustvarjalca projekta Poletje v dvoje na Valu 202.
Od leta 2015 dela kot radijska voditeljica. Bila je tudi spletna urednica, ko so bile spletne strani MMC še v nastajanju. Njena diplomska naloga govori o odzivih Vala 202 na zahteve spletnega sveta.

## Odbita do bita
Na Valu 202 je bila 16. februarja 2011 prvič predvajana tehnološko obarvana radijska oddaja Odbita do bita, leta 2021 je praznovala desetletnico rednega predvajanja. Prvi voditelj in urednik je bil Matej Praprotnik, v začetni ekipi je bilo pol ducata mladih, tudi Maruša. Leta 2015 je prevzela urednikovanje te oddaje, od začetka leta 2017 sta skupaj z Anžetom Tomićem njena sourednika in sovoditelja, takrat je oddaja dobila tudi obliko podkasta, še vedno pa je tudi redna četrtkova radijska oddaja.